# Attentatet i Köpenhamn 2015
Attentatet i Köpenhamn 2015 inleddes med attacken vid kulturhuset Krudttønden (svenska: 'kruttunnan') i Köpenhamn den 14 februari 2015 och slutade med att gärningsmannen sköts till döds av polis vid Nørrebro morgonen därpå.

## Förlopp
Omar el-Hussein förberedde sig medan han satt i fängelse inför attentatet genom att lyssna på nasheed (islamiska sånger) om att döda otrogna, se halshuggningsvideor och läsa The Anarchist Cookbook(en) som innehåller instruktioner för att bygga hemmagjorda sprängladdningar med hjälp av telefoner som smugglats in i fängelset. Hussein var känd av polis som gängkriminell och satt fängslad efter att ha dömts för att ha knivhuggit en man ombord på ett S-tåg.
Attentatet inträffade vid kulturhuset "Krudttønden" i samband med ett pågående debattmöte med rubriken Konst, hädelse och yttrandefrihet som organiserat av Lars Vilks Komiteen.
Under mötet närvarade den svenske konstnären, karikatyrtecknaren och debattören Lars Vilks. Även Frankrikes ambassadör i Danmark, François Zimeray, deltog. Under ett anförande av  Femenaktivisten Inna Sjevtjenko avlossade gärningsmannen 30 till 40 skott med den danska arméns automatvapen Gevær M/95 rakt in i lokalen genom en fönsterruta varvid en privatperson, filmskaparen Finn Nørgaard, dödades och tre poliser skadades. Lars Vilks och den franske ambassadören undkom oskadda och kunde sätta sig i säkerhet.
Dansk polis presenterade i samband med eftersökningen av gärningsmannen ett fotografi på en person. Polisen var först osäker på om skottlossningen var ett terrorangrepp, men fallet utreddes från början som om så var fallet.
Natten mot söndagen, vid 00.50, avlossades det även skott mot Köpenhamns synagoga på Krystalgade i Köpenhamns centrala delar varvid en vakt träffades i huvudet och två poliser tillfogades skottskador.
Cirka klockan 05.00 på söndagsmorgonen den 15 februari sköt dansk polis den förmodade gärningsmannen El-Hussein till döds vid Nørrebro. Gärningsmannen visade sig vara tidigare känd av Danmarks säkerhetspolis.

## Minnesceremonier för attentatsmannen
De följande dagarna uppmärksammade medier och politiker att en mängd blommor placerats på Svanevej där angriparen skjutits ihjäl. 20 Februari begravdes el-Hussein och cirka 6-700 deltog i ceremonin på den muslimska begravningsplatsen i Brøndby. Majoriteten av de på begravningen var unga män varav hälften maskerade ansiktet. Runt 200, endast män, samlades runt hans grav. Flera hundra individer begav sig till moskén på Dortheavej i nordvästra Köpenhamn för att ta avsked av el-Hussein under fredagsbönen, som samlade omkring 3000 deltagare, dubbelt så många deltagare som normalt.

## Medhjälpare
År 2013 rånades en dansk hemvärnsman i sitt hem av tre män. Han tvingades under knivhot lämna ifrån sig sitt tjänstevapnet, det automatgevär som El-Hussein använde i sitt attentat 2015. Två av de tre hade förbindelser med islamister och en av dem hade tidigare krigat i Syrien. En av dem hyste starka sympatier med Islamiska Staten och Al-Qaeda, enligt egna uttalanden på sociala medier. I september 2013 dömdes alla tre för detta rån.
Ytterligare tre män har anhållits för att ha erbjudit gärningsmannen en tillflyktsort under attentatets förlopp och för att ha hjälpt till med att undanröja mordvapnen.